# 北爱琴海诸岛

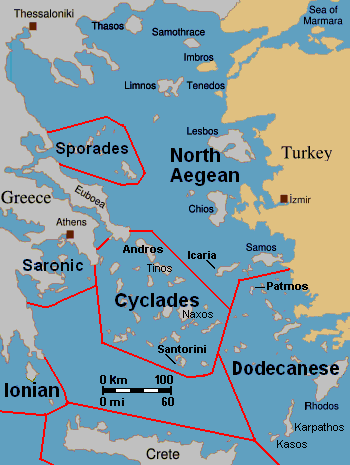
北爱琴海诸岛地图

北爱琴海诸岛，又称东北爱琴海诸岛，指爱琴海北部海域的一系列互不相連的岛屿。北爱琴海诸岛大部分隶属希腊，其余属土耳其。北爱琴海诸岛以南为基克拉澤斯和佐泽卡尼索斯群岛（南斯波拉泽斯群岛），以西則为北斯波拉泽斯群岛。
北爱琴海诸岛的希臘屬岛屿主要有萨索斯岛、萨莫色雷斯岛、利姆诺斯岛、莱斯沃斯岛、希俄斯岛、萨摩斯岛和伊卡里亚岛等；其中除了萨索斯岛和萨莫色雷斯岛外，其他島嶼均靠近安納托利亞（今屬土耳其）的海岸。
土耳其屬岛屿如格罗切岛(伊姆羅茲岛)、特內多斯島和楚達島也属于该地区。

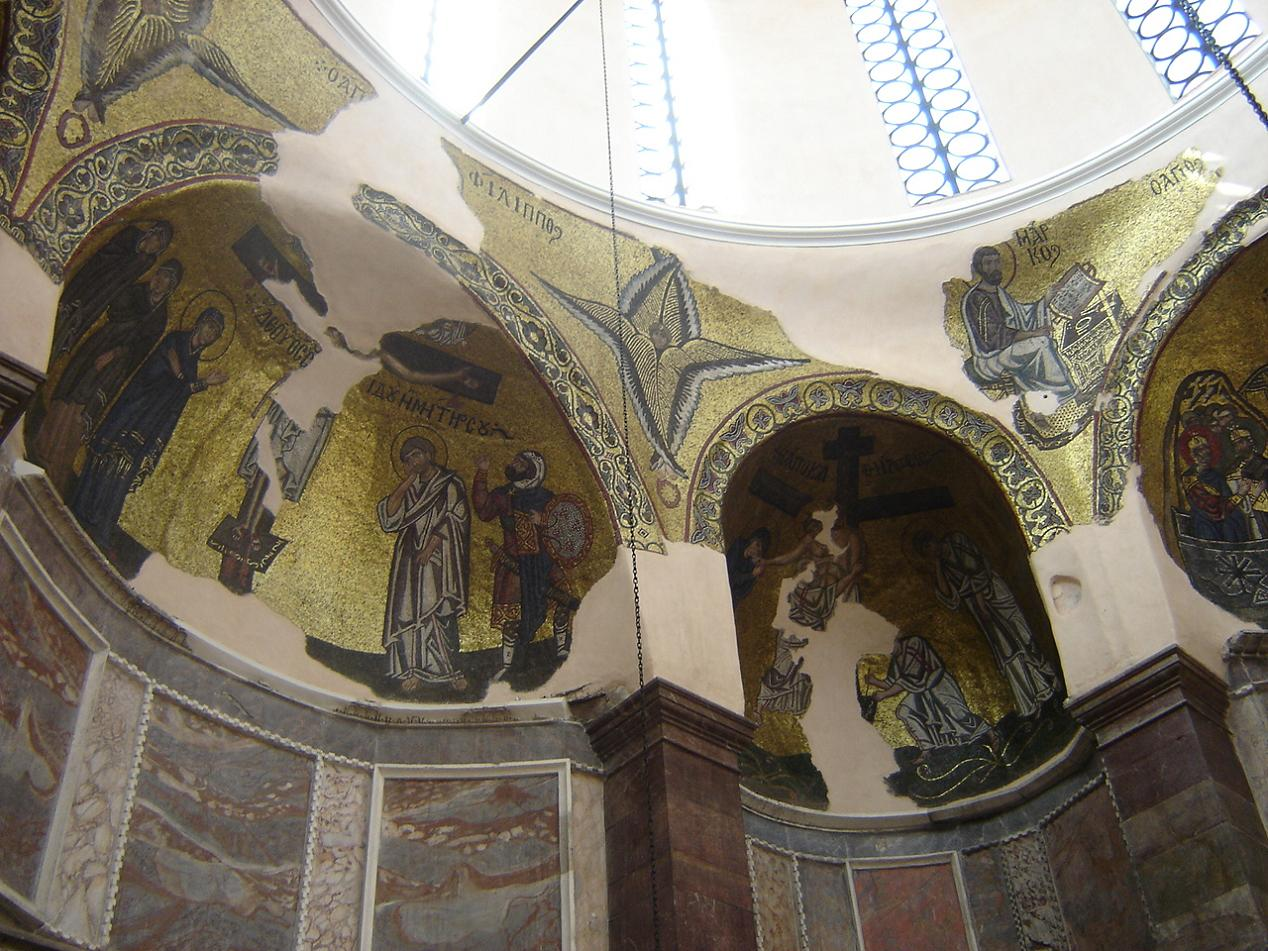
希俄斯岛的新修女院
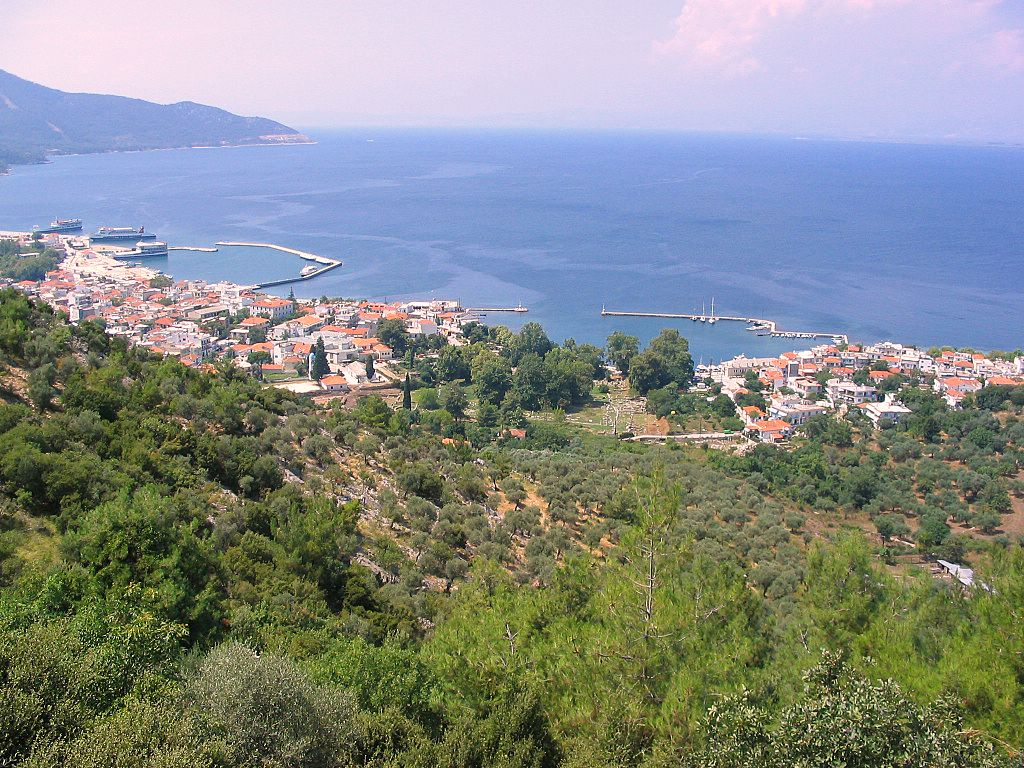
薩索斯島上的港口
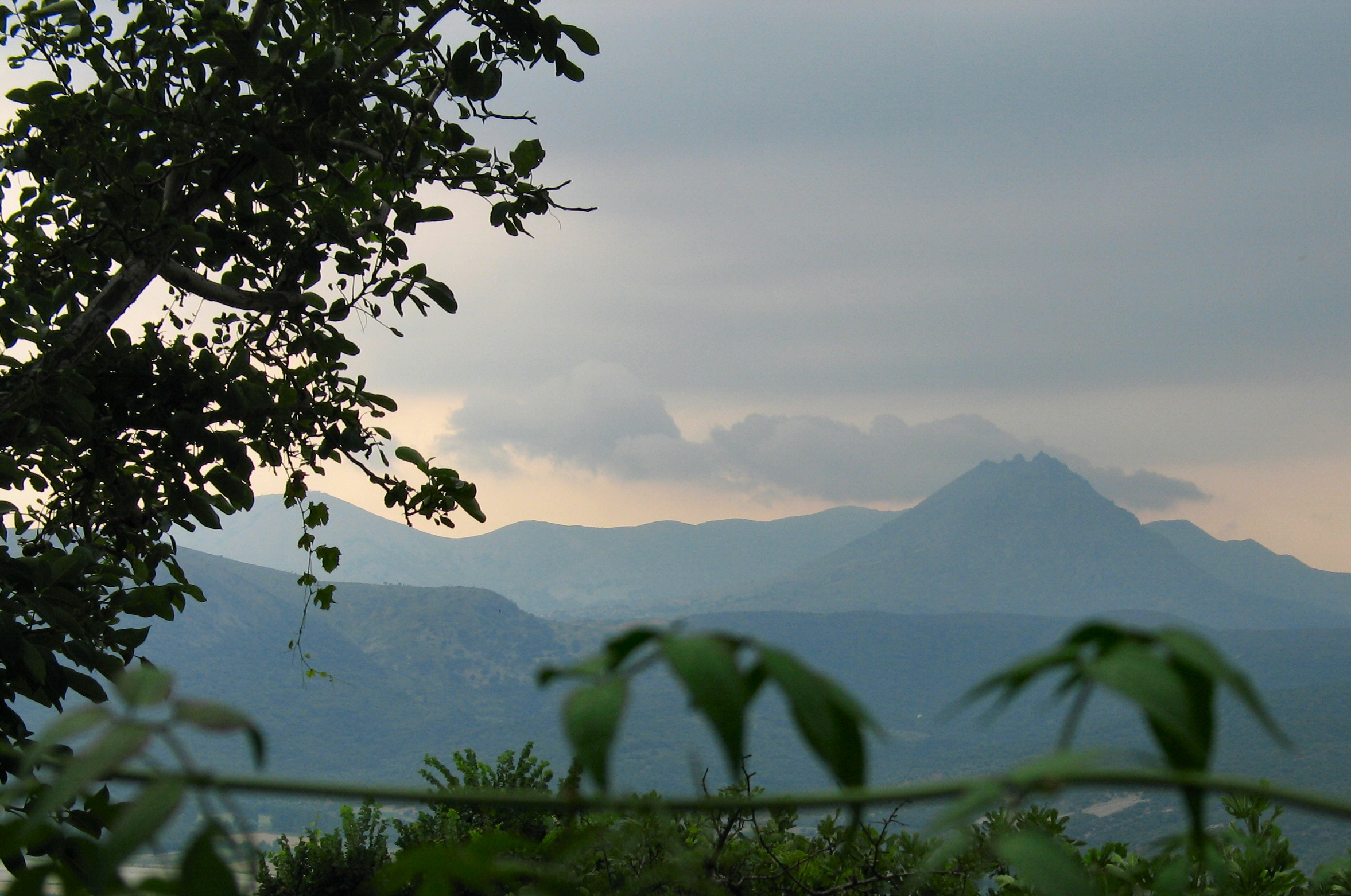
格罗切岛的山脈
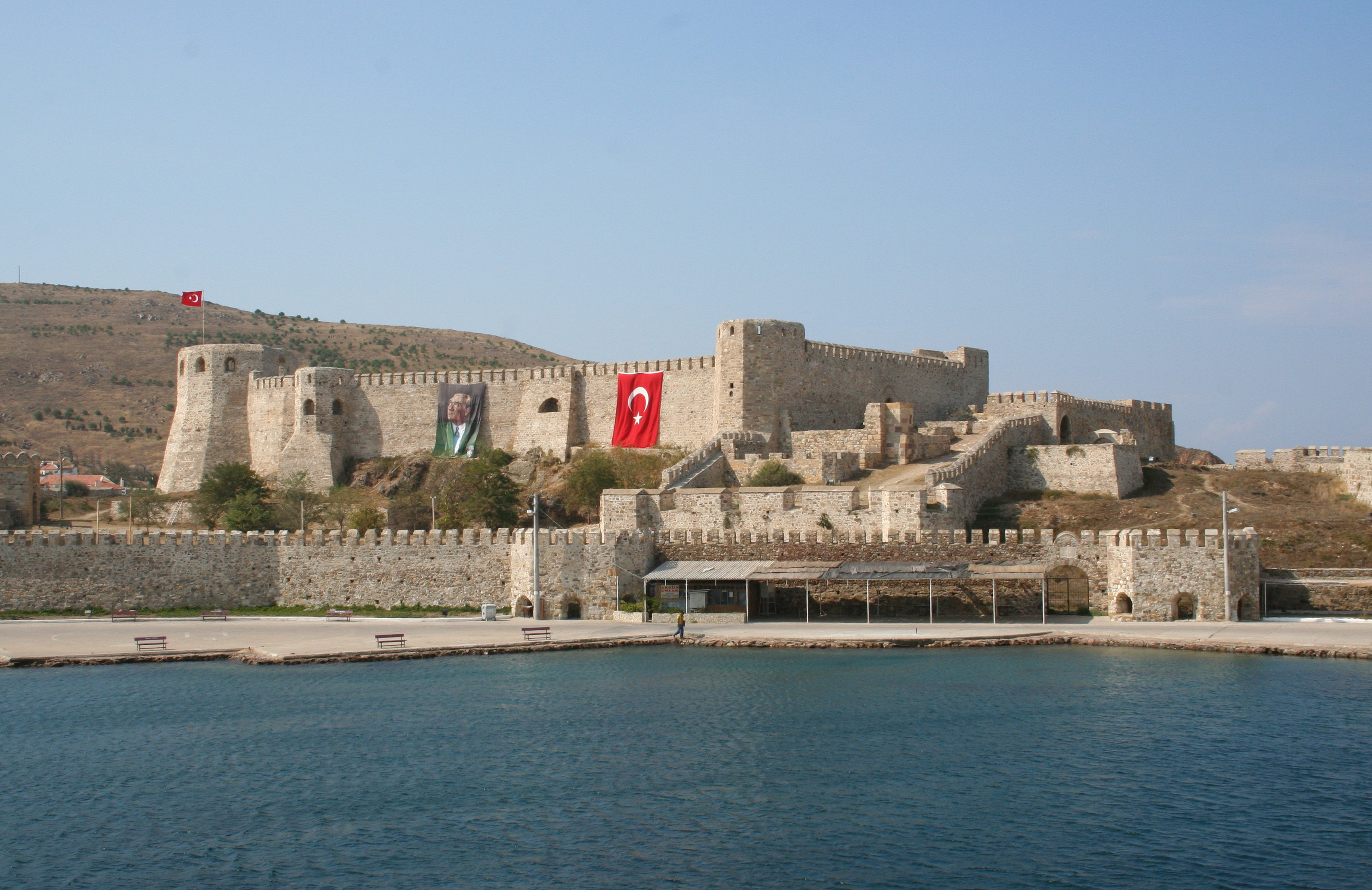
特內多斯的威尼斯城堡